# Dirularan
Dirularan ist ein osttimoresischer Ort in der Aldeia Helesu (Suco Atabae, Verwaltungsamt Atabae, Gemeinde Bobonaro). Er liegt in einer Meereshöhe von 66 m.
Die Siedlung liegt im Nordosten der Aldeia, direkt am Fluss Nunura, der entlang der Ostgrenze verläuft. Im Norden wird sie nur durch einen Bach vom Nachbarort Daarobou abgetrennt, der bereits zur Aldeia Fatubesi gehört. Südlich überlappt ein schmaler Streifen der Aldeia Saburapo die Straße. Hier liegt der Ort Hatubou.
In Dirularan befinden sich der Sitz des Sucos Atabae, die Kapelle Cristo Rei und eine Grundschule.